# Henrik Meurman

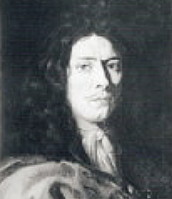
Henrik Meurman.

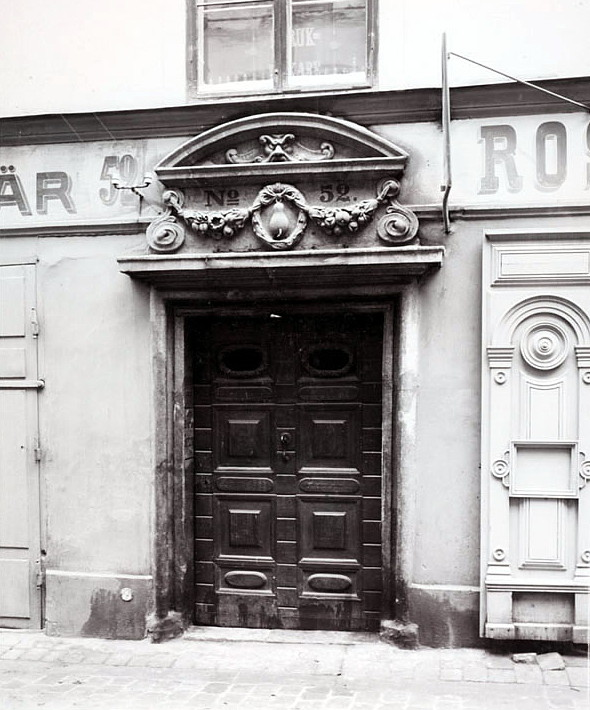
Portal till ”Sidenhuset Pärlan”, 1902.

Henrik Meurman (även Muerman), född 15 juli 1625, död före 6 augusti 1672 i Stockholm, var sidenhandlande, borgare och extra ordinarie rådman i Stockholm. Vid Västerlånggatan 52 hade han Sidenhuset Pärlan, Sveriges första handelsbod för siden och silke.

## Biografi
Henrik Meurman var son till Hindrich Johansson Meurman (1584-1651) från Tyskland och Maria Andersdotter (1598-1643) från Stockholm. Fadern drev efter 1613 sidenhandel i Stockholm och var förståndare för Tyska kyrkan. Han var även stamfadern till ätten Mannerstedt.
Henrik Meurman var 1644 lärling i Haarlem och Hamburg. År 1655 gifte han sig med Catharina Hanssen, dotter till en klädeshandlare i Stockholm. Meurman blev själv handlare i siden och silke i Stockholm. På 1660-talet hade han sin handelsbod in det så kallade ”Sidenhuset Pärlan” (även ”Silkeshuset Pärlan”) i huset Västerlånggatan 52, som han lät bygga och var även bosatt där med sin familj. Handelsboden var den första i sitt slag i Sverige. Husets portal smyckas fortfarande av en blomstergirlang i sandsten med en päronformad pärla i mitten som fungerade som en sorts bomärke vilka nästan alla utländska handlande anbringade på sina hus. En liknande utsmyckning finns på husets innergård.
Meurman ägde även huset Stora Nygatan 38 i kvarteret Pyramus. En protokollsanteckning i tänkeboken för år 1651 uppger att Henrik Meurman pantsatte sina två stenhus. Varför framgår inte. Meurmans båda söner ärvde sedermera ”Sidenhuset Pärlan”. År 1694, då uppmätning av tomten ägde rum, uppgavs som ägare bokhållaren ”Myhrman”.